# Newt V. Mills

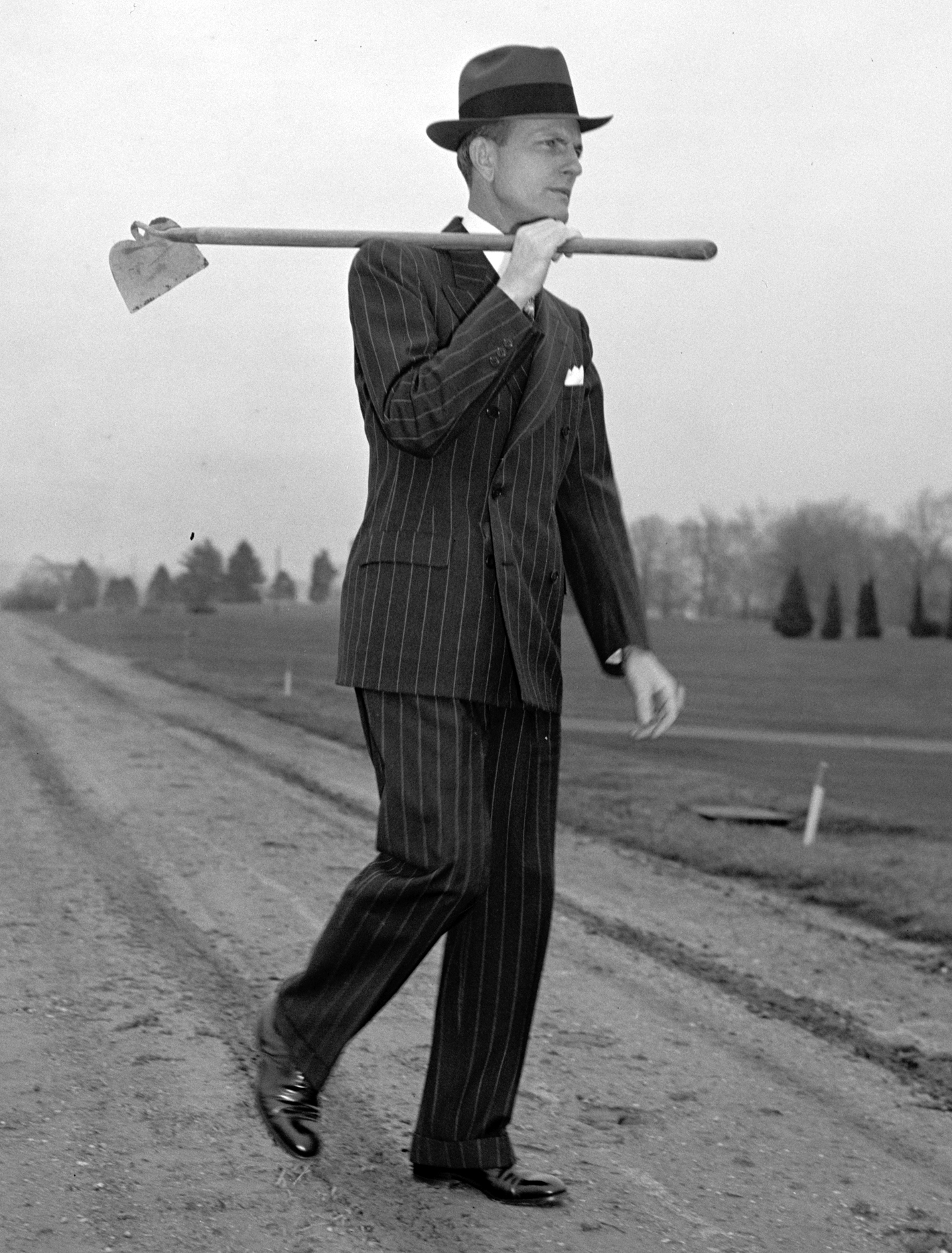
Newt V. Mills (1939)

Newt Virgus Mills (* 27. September 1899 in Calhoun, Ouachita Parish, Louisiana; † 15. Mai 1996 in Monroe, Louisiana) war ein US-amerikanischer Politiker. Zwischen 1937 und 1943 vertrat er den Bundesstaat Louisiana im US-Repräsentantenhaus.

## Werdegang
Newt Mills besuchte die öffentlichen Schulen seiner Heimat und danach das Louisiana Polytechnic Institute in Ruston. Anschließend setzte er seine Ausbildung an der Louisiana State University in Baton Rouge, dem Louisiana State Normal College in Natchitoches und dem Spencer Business College in New Orleans fort. Außerdem studierte er noch Jura. Zwischen 1921 und 1932 war Mills Lehrer in Mer Rouge; von 1933 bis 1936 war er als Haushaltsprüfer (Supervisor of Public Accounts) des Staates Louisiana tätig. Gleichzeitig engagierte sich Mills in verschiedenen anderen Branchen wie der Viehzucht, dem Immobiliengeschäft und der Ölbranche. Im Jahr 1936 war er im Stab des Gouverneurs von Louisiana.
Politisch war Mills Mitglied der Demokratischen Partei. Bei den Kongresswahlen des Jahres 1936 wurde er im fünften Wahlbezirk von Louisiana in das US-Repräsentantenhaus in Washington, D.C. gewählt, wo er am 3. Januar 1937 die Nachfolge von Riley J. Wilson antrat. Nach zwei Wiederwahlen konnte er bis zum 3. Januar 1943 drei Legislaturperioden im Kongress absolvieren. Dort wurden zunächst noch weitere New-Deal-Gesetze der Bundesregierung unter Präsident Franklin D. Roosevelt verabschiedet. Seit Dezember 1941 war auch die Arbeit des Kongresses von den Ereignissen des Zweiten Weltkrieges bestimmt.
Im Jahr 1942 wurde Newt Mills von seiner Partei nicht mehr für eine weitere Amtszeit im US-Repräsentantenhaus nominiert. In den folgenden Jahren war er in der Öl- und Gasbranche tätig. Außerdem befasste er sich mit dem Anbau von Baumwolle und der Materialbeschaffung für das Baugewerbe. Bis zu seinem Tod im Jahr 1996 lebte er in Monroe.